# فونتاناروسا
فونتاناروسا (به ایتالیایی: Fontanarosa) یک کومونه در ایتالیا است که در استان آولینو واقع شده‌است.

## خصوصیات
فونتاناروسا ۱۶٫۷۵ کیلومترمربع مساحت و ۳٬۳۳۶ نفر جمعیت دارد و ۴۸۰ متر بالاتر از سطح دریا واقع شده‌است.